# Only One (album Shinhwa)
Only One – trzeci album studyjny południowokoreańskiej grupy Shinhwa, wydany na płycie 27 maja 2000 roku przez SM Entertainment. Był promowany przez singel o tym samym tytule. Album sprzedał się w liczbie 423 873 egzemplarzy (stan na grudzień 2000 roku).

## Lista utworów
| CD  | CD                                                                       | CD                                      | CD             | CD             | CD      |
| Nr  | Tytuł utworu                                                             | Tekst                                   | Kompozycja     | Aranżacja      | Długość |
| --- | ------------------------------------------------------------------------ | --------------------------------------- | -------------- | -------------- | ------- |
| 1.  | „Intro”                                                                  | J-Style (Bang Sung-joon), Eric Mun      | J-Style        | J-Style        | 1:24    |
| 2.  | „I Wanna Be”                                                             | Yoo Young-jin, Eric Mun                 | Yoo Young-jin  | Yoo Young-jin  | 3:51    |
| 3.  | „Only One”                                                               | Yoo Young-jin, Eric Mun                 | Yoo Young-jin  | Yoo Young-jin  | 3:51    |
| 4.  | „All Your Dreams”                                                        | Kim Jin-kwon, Lee San-in, Kim Sang-dae  | Kim Jin-kwon   | Kim Jin-kwon   | 4:22    |
| 5.  | „First Love”                                                             | Ji Kook-hyun, Eric Mun                  | Ji Kook-hyun   | Ji Kook-hyun   | 4:21    |
| 6.  | „Jam #1”                                                                 | Yoo Young-jin                           | Yoo Young-jin  | Yoo Young-jin  | 3:23    |
| 7.  | „Never Come To Me”                                                       | Seo Yoong-keun, Lee Woo-cheon, Eric Mun | Seo Yoong-keun | Seo Yoong-keun | 3:10    |
| 8.  | „Change”                                                                 | Lee Seung-ho, Eric Mun                  | Yoon Il-sang   | Yoon Il-sang   | 3:55    |
| 9.  | „Vortex”                                                                 | Park Jae-sam, Eric Mun                  | J-Style        | J-Style        | 4:23    |
| 10. | „White Night”                                                            | Shin Hye-sung, Eric Mun                 | Park Sin-young | Park Sin-young | 3:58    |
| 11. | „Cyber Love”                                                             | Park Eun-hee                            | Park Hae-woon  | Park Hae-woon  | 3:57    |
| 12. | „Soul”                                                                   | Lee Min-woo, Eric Mun                   | Lee Min-woo    | Lee Min-woo    | 3:56    |
| 13. | „To My Family (Naui Gajokdeurege)” (kor. To My Family (나의 가족들에게)) | Kim Dong-wan, Eric Mun                  | Kim Dong-wan   | Kim Dong-wan   | 3:43    |
| 14. | „Wedding March (Neoui Gyeoteseo 2)” (kor. Wedding March (너의 곁에서 2)) | Shin Hye-sung, Eric Mun                 | Hong Sung-kyoo | Hong Sung-kyoo | 4:21    |

## Notowania
| Lista                                   | Najwyższa pozycja |
| --------------------------------------- | ----------------- |
| Recording Industry Association of Korea | 1 (Monthly Chart) |
| Recording Industry Association of Korea | 17 (Yearly Chart) |